# 艾奧利斯桌山群

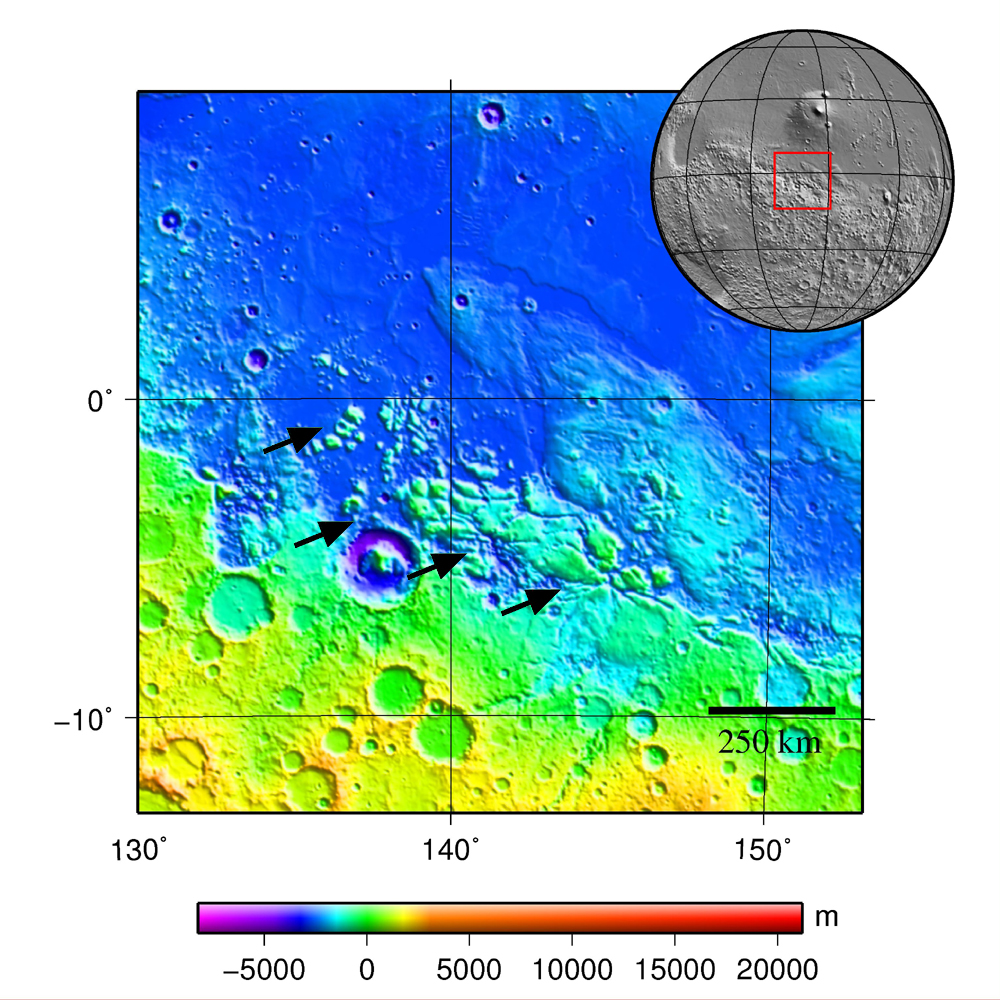
艾奧利斯桌山群

艾奧利斯桌山群（Aeolis Mensae）是位於火星埃俄利斯区區的桌山區，中心座標2.9°S，219.6°W。它的寬度820公里，以其中一個火星古典反照率特徵命名。

## 倒轉地形
在火星上某些區域出現倒轉地形，也就是河床比周圍的區域高，而不是比周圍區域低的河谷狀態。地形倒轉的原因是大型岩石的沉積或膠結之後，河谷周圍的區域會被侵蝕，但河谷較能抵抗侵蝕並且型態較像突起的山脊。火星偵察軌道器的 HiRISE 拍攝的影像中顯示該區域內的古老河道是倒轉地形。